# Fort Westoever
Fort Westoever is een voormalig fort in Den Helder langs de westzijde van het Noordhollandsch Kanaal. Aan de andere kant van het kanaal ligt Fort Oostoever. Het fort is een rijksmonument.

## Geschiedenis
Het fort werd gebouwd in 1825 als aarden fort met reduit en enveloppe. Het fort werd later aangepast en afgegraven, waarbij het reduit het eigenlijke fort werd. De grachten rond het fort zijn bewaard gebleven en het tracé is nog duidelijk herkenbaar.
De Duitse bezetter bouwde tijdens de Tweede Wereldoorlog een telefoon- en een schuilbunker naast de kazerne. In 1954 nam de Koninklijke Marine het fort over en bouwde er een noodstroomdieselcentrale. In 1992 is het fort overgedragen aan gemeente Den Helder, waarna Stichting Stelling Den Helder het beheerde en opknapte.

## Huidige invulling
In het fort is een brouwerij met café-restaurant en een escaperoom. Vanaf de kades langs het fort worden vaartochten georganiseerd in Helderse vletten.